# Argentinoeme pseudobscura
Argentinoeme pseudobscura là một loài bọ cánh cứng trong họ Cerambycidae.